# تاریخ تایوان
تاریخچه جزیره تایوان به ده‌ها هزار سال قبل از اولین شواهد شناخته شده مربوط به سکونت انسان برمی گردد.   اعتقاد بر این است که ظهور ناگهانی فرهنگ مبتنی بر کشاورزی در حدود ۳۰۰۰ سال قبل از میلاد نشان دهنده ورود اجداد اقوام بومی تایوان امروز است.  این جزیره توسط هلندی‌ها در قرن هفدهم مستعمره شد و به دنبال آن هجوم مردم هوکلو از جمله مهاجران هاکا از مناطق فوجیان و گوانگدونگ در سرزمین اصلی چین، از طریق تنگه تایوان صورت گرفت. اسپانیایی‌ها برای مدت کوتاهی یک شهرک در شمال آن ساختند اما در سال ۱۶۴۲ توسط هلندی‌ها بیرون رانده شدند.
در سال ۱۹۴۵، به دنبال پایان جنگ جهانی دوم، دولت ملی‌گرای جمهوری چین (ROC)، به رهبری کوومینتانگ (KMT) ، کنترل تایوان را به دست گرفت. در سال ۱۹۴۹، پس از از دست دادن کنترل سرزمین اصلی چین در جنگ داخلی چین، دولت ROC تحت KMT به تایوان عقب‌نشینی کرد و چیانگ کای شک حکومت نظامی اعلام کرد. KMT تایوان (به همراه جزایر کینمن، ووکیو و ماتسو در طرف مقابل تنگه تایوان) را به مدت چهل سال تا زمان اصلاحات دموکراتیک در دهه ۱۹۸۰ به عنوان یک کشور تک حزب اداره کرد که منجر به اولین انتخابات ریاست جمهوری در سال ۱۹۹۶ شد. در دوران پس از جنگ، تایوان صنعتی شدن سریع و رشد اقتصادی را تجربه کرد که به " معجزه تایوان " معروف شد و به عنوان یکی از " چهار ببر آسیایی " شناخته شد.

## استعمار پرتغال
پرتغالی‌ها در سال ۱۵۹۰ این جزیره را کشف کردند و نام آن را «فورموزا» (Formosa) به معنی «زیبا» گذاشتند. در سال ۱۶۲۴ هلندی‌ها در جنوب و اسپانیایی‌ها در شمال جزیره قلعه‌هایی بنا کردند. هلندی‌ها در سال ۱۶۴۱ اسپانیایی‌ها را از این جزیره بیرون رانده و تا سال ۱۶۶۱ کنترل تایوان را در دست داشتند. در سال ۱۶۶۱ ژنرال کوژینگا (General Koxinga) به صورت یک پادشاهی مستقل حکومت تایوان را در دست گرفت. در سال ۱۶۸۳ دودمان چینگ با اشغال تایوان بر این جزیره تسلط یافت. با آغاز جنگ بین چین و ژاپن در سال ۱۸۹۵ چینی‌ها شکست خوردند و تایوان به دست ژاپنی‌ها افتاد. ژاپنی‌ها در مدت حاکمیت خود بر تایوان نقش زیادی در توسعه و گسترش این جزیره داشتند.

## جنگ جهانی دوم
پس از پایان جنگ جهانی دوم این جزیره از ژاپن بازپس گرفته شد و بخشی از جمهوری چین شد. در سال ۱۹۴۹ چیانگ کای‌شک رئیس‌جمهور چین در پی شکست در جنگ داخلی چین و با آغاز انقلاب کمونیستی چین به این جزیره گریخت و دولت جمهوری چین از آن هنگام تاکنون اداره این سرزمین را برعهده دارد.
با شروع جنگ جهانی دوم و به علت اینکه تایوان تحت تسلط ژاپن بود، بمب‌افکن‌های آمریکایی در طول جنگ به کرات تایوان را هدف بمباران‌های سنگین قرار دادند. پس از پایان جنگ جهانی دوم، تایوان به چین باز پس داده شد. در سال ۱۹۴۹ نیروهای چیانگ کای‌شک پس از شکست با درایت ژنرال چیانگ کای‌شک ادارهٔ تایوان را به دست گرفتند. او ۶۰۰ هزار تن از نیروهایش را در جزیره مستقر ساخت. جمهوری خلق چین این اقدام چیانگ کای‌شک را به دیدهٔ ظن و خشم نگریست و اعلام کرد تایوان جزء لاینفکی از خاک چین است.

## جنبش استقلال تایوان
جنبش استقلال تایوان یک حرکت سیاسی است که اهدافش برای استقلال برخاسته از قانون بین‌المللی در رابطه با قرارداد ۱۹۵۲ سان فرانسیسکو است. آن‌ها معتقدند وقتی که ژاپن تمام حقوق جزیره تایوان و جزایر پنگ هو را نقض کرده‌است و جانشین دولت را مشخص نکرده‌است، در نتیجه حق حاکمیت این دو منطقه باید یک روز توسط خود مردم تایوانی (Taiwanese people) از طریق تعیین سرنوشت، مشخص شود.

## جمهوری فرمز
جمهوری کوتاه‌مدت در جزیره تایوان در سال ۱۸۹۵ میلادی بود. این جمهوری حدفاصل واگذاری تایوان از دودمان چینگ به امپراتوری ژاپن و تهاجم و تصرف این جزیره بدست ژاپنی‌ها وجود داشت. این جمهوری در ۲۳ مه ۱۸۹۵ اعلام موجودیت کرد و در ۲۱ اکتبر همان سال رسماً منقرض گردید. نابودی این جمهوری پس از تهاجم ژاپن و تسخیر پایتخت، شهر تاینان، توسط این کشور، رخ داد. اگرچه گاهی اوقات این جمهوری را اولین جمهوری تاریخ آسیا اعلام می‌کنند اما در اصل اولین جمهوری تاریخ قاره کهن، جمهوری ازو می‌باشد که در ۱۸۶۹ میلادی تأسیس شد.

## تهاجم ژاپن
درگیری نظامی میان امپراتوری ژاپن و نیروهای نظامی جمهوری کوتاه‌مدت فرمز بود که به دنبال پایان حاکمیت دودمان چینگ بر تایوان در نخستین جنگ چین و ژاپن ایجاد شد. ژاپن قصد داشت این جزیره را به خاک خود بیفزاید؛ در حالی که، نیروهای جمهوری‌خواه می‌کوشیدند استقلال خود از ژاپن را حفظ نمایند. نیروهای ژاپنی در ۲۹ مه ۱۸۹۵ در بندر کیلونگ واقع در ساحل شمالی تایوان پیاده شدند و یک پیشروی پنج‌ماهه به سوی جنوب این جزیره را آغاز کردند. با وجود این که، عملیات نظامی آنان در اثر حملات چریکی نظامیان تایوان به کندی پیش می‌رفت، ژاپنی‌ها موفق شدند مقاومت نیروهای جمهوری فرمز را درهم شکنند. پیروزی ژاپنی‌ها در نبرد باگوآشان در ۲۷ اوت به سرعت ایستادگی دشمن را از میان برد. نبرد باگوآشان بزرگ‌ترین نبرد تاریخ جزیره تایوان به حساب می‌آید. سقوط نهایی جزیره در ۲۱ اکتبر به مقاومت ضدژاپنی خاتمه بخشید و تایوان به مدت پنج دهه تحت سلطه ژاپن قرار گرفت.
ژاپن پس از سلطه و به استعمار درآوردن تایوان در سال ۱۸۹۵، شروع به رسیدگی، ایجاد زیرساخت، و آموزش جمعیت تایوان کرد. تایوان که تا قبل از آن قسمتی از دودمان چینگ چین بود، جزیره ای منزوی به حساب می آمد. پس از غلبه و پیروزی امپراتوری، ژاپنی ها آموزش و پرورش را در تایوان به سرعت گسترش و نرخ باسوادی را در تایوان بالا بردند. آنان همچنین با ساختن راه ها و توسعه ی حمل و نقل و اقدامات زیربنایی قابل توجه ،برخلاف انتظار اولیه، باعث پیشرفت و توسعه ی سریع جزیره تایوان شدند. به دنبال آن، مردم تایوان به مرور دیدگاه مثبت تری به ژاپن پیدا کرده و در طول ۵۰ سال حکومت ژاپن بر آن جزیره، شورش یا مقاومت خاصی از خود نشان ندادند.
ژاپن با حمله ی مستقیم به چین در سال ۱۹۳۷ (دو سال قبل از آغاز جنگ جهانی دوم)، تمرکز خود بر تایوان را تاحد زیادی دست داد. همزمان، نیروهای حزب کمونیست مائو در حال جنگیدن با دولت ملی جمهوری چین، حکومت وقت بودند. دولت ملی جمهوری چین که علاوه بر جنگ با ژاپن، اکنون به جنگ داخلی نیز دچار شده بود،  در حال شکست از نیروهای حزب کمونیست بود.
پس از شکست ژاپن از آمریکا در سال ۱۹۴۵، تایوان دچار خلأ قدرت شد. دولت ملی جمهوری چین و حامیانش که کنترل بسیاری از مناطق چین از دستشان خارج و به تصرف نیروهای کمونیستی در آمده بود، به تایوان فرار کرده و حکومت تایوان را در دست گرفتند. در همان سال نیز، پرچم تایوان را به پرچم دولت ملی جمهوری چین تغییر دادند. سرانجام در سال ۱۹۴۹، چین تماما به دست نیروهای کمونیستی افتاد، اما تلاش های بی وقفه ی کمونیست ها برای تصرف تایوان بی نتیجه ماند. تا به امروز، چین تایوان را به رسمیت نشناخته است.

## واقعه ۲۸ فوریه
کشتار ۲۸ فوریه قیامی ضد حکومتی در تایوان بود. این واقعه که نام خود را از تاریخ وقوعش می‌گیرد، در ۲۷ فوریه ۱۹۴۷ شروع شد و از سوی دولت به رهبری کومینتانگ جمهوری چین که هزاران غیرنظامی را از ۲۸ فوریه کشت، به طرزی خشونت بار سرکوب شد. تخمین‌ها از تعداد تلفات از ۱۰٬۰۰۰ تا ۳۰٬۰۰۰ یا بیشتر است. این کشتار نشانگر آغاز دورهٔ وحشت سفید کومینتانگ در تایوان است که در آن هزاران تن از ساکنین آن ناپدید، کشته یا زندانی شدند. این واقعه یکی از مهم‌ترین وقایع در تاریخ مدرن تایوان، و از محرک‌های اساسی در جنبش استقلال تایوان است.